# Codonacanthus
- Commons
- Wikispecies

Codonacanthus Nees, segundo o Sistema APG II, é um gênero botânico da família Acanthaceae, natural no nordeste da Índia, sul da China e Japão.

## Espécies
O gênero apresenta três espécies:
- Codonacanthus acuminatus
- Codonacanthus pauciflorus
- Codonacanthus spicatus
- «Lista das espécies»

## Nome e referências
Codonacanthus Nees , 1847

## Classificação do gênero
| Sistema | Classificação                       | Referência            |
| ------- | ----------------------------------- | --------------------- |
| APG II  | Ordem Lamiales, família Acanthaceae | APweb, versão 9, 2008 |